# Jive Software
Jive Software, Inc. ist ein US-amerikanischer Softwarehersteller, der im Februar 2001 in Delaware gegründet wurde.
Der Sitz befindet sich in der kalifornischen Stadt Palo Alto. Weitere Standorte befinden sich in Boulder, New York, Portland, Toronto, Reading, Frankfurt am Main und São Paulo.
Die Aktien des Unternehmens wurden seit dem 13. Dezember 2011 an der Börse NASDAQ gehandelt.
Das Hauptprodukt des Unternehmens ist eine Webanwendung mit dem Namen jive engage, die bis Ende September 2011 von 657 Kunden eingesetzt wurde. Die Software dient zum Wissensmanagement innerhalb eines Unternehmens und beinhaltet Funktionen, mit denen eine Online-Community miteinander vernetzt wird.